# Петър Аврамов (хаджия)
Вижте пояснителната страница за други личности с името Петър Аврамов.
Петър Аврамов е калоферец, чорбаджия, заможен търговец-гайтанджия, дядо на проф. Владимир Аврамов.
През 1858 г. отива на поклонение на Божи Гроб с 10 хил. гроша. След Освобождението през 1878 г. губи състоянието си.